# Aristobul I
Juda (Yehudah, Heb. יהודה) Aristobul I (? - 103. pr. Kr.) je bio kralj hebrejske Hasmonejske dinastije. Bio je najstariji od pet sinova Ivana Hirkana i prvi hasmonejski vladar koji je sebe nazvao "kraljem." S obzirom na to da su prema Bibliji samo potomci Jude, odnosno Kuće Davidove, mogli biti kraljevima, svi Aristobulovi prethodnici su koristili titulu "nasi" koja se grubo može prevesti kao "predsjednik".
Prema uputama Ivana Hirkana, koji je istovremeno bio i prvosvećenik Izraela, sin ga je trebao naslijediti samo na vjerskoj funkciji, dok je vladarom Judeje trebala postati njegova udovica. Aristobul se međutim s time nije složio, te je majku dao zatvoriti i izgladniti na smrt. Njegova vladavina, koju je obilježio progon farizeja, bila je kratka i završila tako što se razbolio i umro u mukama 103. pr. Kr.
Aristobula je naslijedio brat Aleksandar Janej, koga je iz zatvora pustila Aristobulova udovica Saloma Aleksandra.